# Соколовское (Челябинская область)
Соколо́вское — село в Уйском районе Челябинской области России. Входит в состав Соколовского сельского поселения.

## География
Село находится в центральной части Челябинской области, в лесостепной зоне, на правом берегу реки Увелька, на расстоянии 25 км (по прямой) к северо-востоку от села Уйское, административного центра района. Абсолютная высота — 322 м над уровнем моря.
Часовой пояс
Село Соколовское, как и вся Челябинская область, находится в часовой зоне МСК+2. Смещение применяемого времени относительно UTC составляет +5:00.

## Население
| 2002 | 2010 |
| ---- | ---- |
| 488  | ↘440 |

Гендерный состав
По данным Всероссийской переписи населения 2010 года, в гендерной структуре населения мужчины составляли 50 %, женщины — также 50 %.
Национальный состав
Согласно результатам переписи 2002 года, в национальной структуре населения русские составляли 81 %.

## Улицы
- ул. Механическая,
- ул. Партизанская,
- ул. Речная,
- ул. Садовая,
- ул. Энтузиастов[6].